# Boulton Paul Atlantic
Boulton Paul P.8 Atlantic – brytyjski samolot dalekiego zasięgu z okresu międzywojennego. 

## Historia
W 1913 roku brytyjska gazeta "Daily Mail" ustanowiła nagrodę w wysokości 10000 funtów za wykonanie lotu przez Atlantyk bez międzylądowania, z powodu wybuchu I wojny światowej brytyjskie firmy lotnicze nie podjęły prób budowy takiego samolotu, koncentrując się na budowie samolotów dla lotnictwa wojskowego. Po zakończeniu I wojny światowej z powodu spadku zamówień ze strony lotnictwa wojskowe, szereg brytyjskich wytwórni lotniczych przystąpiły do projektowania i budowy samolotu zdolnego do lotu przez Atlantyk.
Jedną z nich było przedsiębiorstwo Boulton Paul Aircraft Ltd., które opracowała projekt samolotu w układzie dwupłatu, z dwoma silnikami. Samolot ten otrzymał oznaczenie P.8 Atlantic. W celu przyspieszenie budowy do jego konstrukcji użyto kadłub wcześniej zaprojektowanego i budowanego samolotu bombowego P.7 Bourges, którego nie zakupiło lotnictwo wojskowe z powodu zakończenia wojny. Zaplanowano budowę dwóch prototypów tego samolotu. Pierwszy był gotowy w 1919 roku; wykonał on pierwszy lot w kwietniu, w trakcie którego zaraz po starcie jeden z silników uległ awarii i samolot uderzył skrzydłem w ziemię i rozbił się.
Konkurs w dniu 15 czerwca 1919 roku został rozstrzygnięty po przelocie J. Alcocka i A. W. Browna samolotem Vickers Vimy, ale pracę nad drugim prototypem Atlantica były kontynuowane i został on oblatany w dniu 10 maja 1920 roku. Przeprowadzone testy potwierdziły prawidłowość konstrukcji i został on zarejestrowany w lotnictwie cywilnym otrzymując numer G-EAPE. Następnie wystawiano go na wystawach lotniczych i oferowano do sprzedaży, pokazano również projekt przebudowania go na samolot pasażerski z możliwością przewozu 6 pasażerów na trasie przez Atlantyk. Pomimo tego nie było chętnych na jego zakup. W związku z tym nie dokonano jego przebudowy i ostatecznie zaniechano dalszych prac nad jego konstrukcją.

## Służba
Prototypy samolotu Boulton Paul Atlantic, były używane tylko do lotów testowych i pokazowych.

## Konstrukcja
Samolot P.8 Atlantic był dwupłatem o konstrukcji mieszanej. Kadłub miał konstrukcję metalową, płaty drewnianą. W kadłubie w przedniej części mieściła się kabina załogi. Podwozie klasyczne stałe, z płozą ogonową.
Napęd stanowiły dwa silniki widlaste w układzie W 12-cylindrowe o mocy 456 KM każdy. Silniki były umieszczone w gondolach po obu stronach kadłuba pomiędzy płatami samolotu. Każdy silnik napędzał jedno czterołopatowe śmigło ciągnące.